# Хол (окръг, Джорджия)
Вижте пояснителната страница за други значения на Хол.
Окръг Хол (на английски: Hall County) е окръг в щата Джорджия, Съединени американски щати. Площта му е 1111 km², а населението - 173 256 души. Административен център е град Гейнсвил.